# Rubén Gracia
Rubén Gracia Calmache, mer känd som Cani, född 12 juni 1981 i Zaragoza) är en spansk fotbollsspelare som spelar för Zaragoza. Cani trivs bäst som högermittfältare men kan också spela som vänstermittfältare.